# Cmentarz Komunalny Dębica w Elblągu

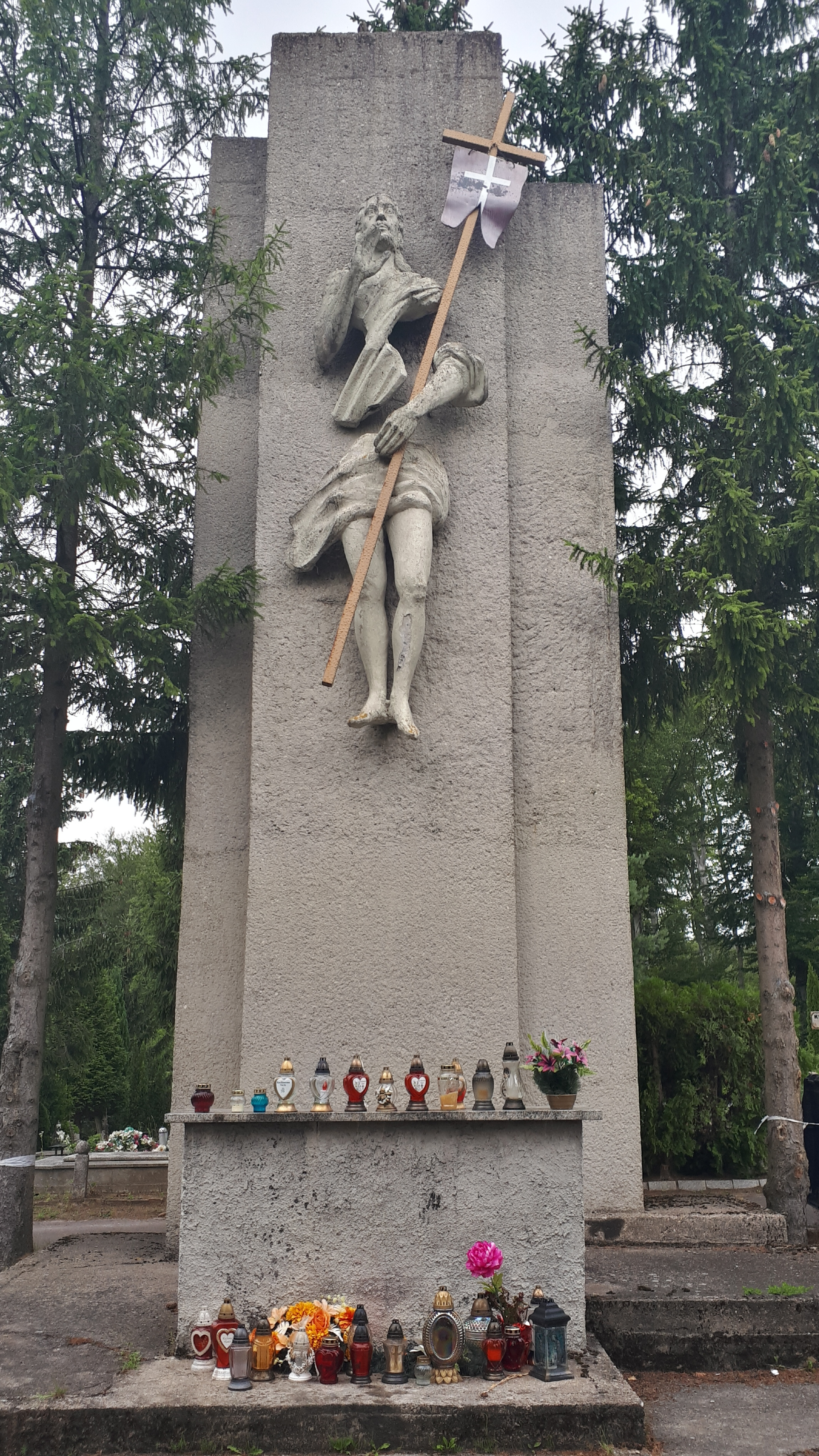
Pomnik Jezusa Zmartwychstałego w starej części cmentarza (w kwaterze kapłanów elbląskich)

Cmentarz Komunalny Dębica w Elblągu – cmentarz położony w Elblągu przy ulicy Łęczyckiej we wschodniej części miasta od północy graniczy z parkiem leśnym Bażantarnia.
Na początku lat 70. XX wieku władze miasta stanęły przed problemem wyczerpywania się miejsc grzebalnych na funkcjonującym od 1946 Cmentarzu Komunalnym Agrykola. Przede wszystkim brakowało miejsc na pochówki socjalne, a niemożliwe stało się powiększenie działającego cmentarza. Na teren nowej nekropolii wybrano obszar położony pomiędzy południową granicą parku leśnego Bażantarnia, a ulicą Łęczycką, w sąsiedztwie osiedla Dębica, od którego przyjął nazwę. Cmentarz od tego czasu wielokrotnie powiększał swój obszar, wybudowano na jego terenie dwa budynki przedpogrzebowe. Od 2000 cmentarz jest sukcesywnie rozbudowywany, przygotowywane są nowe kwatery przeznaczane pod groby. W lipcu 2006 zapoczątkowano nową formę chowania osób zmarłych - oddano do użytku pierwsze dwa segmenty kolumbarium, przeznaczonego do umieszczania w nim urn z prochami osób skremowanych. Do chwili obecnej na Cmentarzu Komunalnym Dębica spoczęło pod 30 tysięcy osób. 
Wśród grobów na cmentarzu spoczywają m.in.
- Aleksandra Gabrysiak;
- Marian Niklewski;
- Stanisław Wójcicki.